# Graeme Maxton

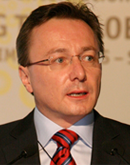
Graeme Maxton
beim 2nd International Energy Summit, Athen 2008

Graeme Maxton (geboren am 26. Juni 1960 in Edinburgh) ist ein britischer Ökonom. Von 2014 bis 2018 war er Generalsekretär des Club of Rome.

## Leben und Werk
Maxton ist mit zwei prominenten Politikern der Independent Labour Party Schottlands verwandt – mit James Maxton (1885–1946), einer führenden Figur der Red Clydeside Ära und Mitglied des House of Lords, und mit John Maxton, Baron Maxton (geboren 1936), Mitglied des House of Lords seit 2004.
Nach Abschluss seiner Studien wirkte er von 1988 bis 2022 wiederholt als Visiting Professor an der Cass Business School in London. Weiter arbeitete er für die Technologieberatung Booz Allen Hamilton, für die Citigroup und American Express. Bis 2007 war er als Regional Director von The Economist Group in Hongkong tätig. Im Jahr 2013 wurde Maxton Full Member des Thinktanks Club of Rome mit Sitz in Winterthur. Im folgenden Jahr wurde er auf der Generalversammlung dieser Institution in Mexico zum Generalsekretär gewählt.
Das bislang erfolgreichste Buch des Ökonomen ist The End of Progress, erschienen 2011. Die deutschsprachige Ausgabe trug den Titel Die Wachstumslüge, Untertitel „Warum wir alle die Welt nicht länger Politikern und Ökonomen überlassen dürfen“, und gelangte auf die Die-Spiegel-Bestsellerliste. 2016 erschien das Buch Reinventing prosperity, welches er gemeinsam mit Jørgen Randers verfasste. Die deutschsprachige Ausgabe erschien unter dem Titel Ein Prozent ist genug (Mit wenig Wachstum soziale Ungleichheit, Arbeitslosigkeit und Klimawandel bekämpfen).
2016 war er am Kapitalismustribunal, veranstaltet vom Berliner Projekt Haus Bartleby in Wien, beteiligt.
In seinem 2020 erschienenen Buch Globaler Klimanotstand kritisierte Maxton das allgemeine Wahlrecht. Es sei ein Problem im Gegensatz zu „Systemen in China und dem antiken Griechenland“ wenn „jeder Bürger wählen darf und jede Stimme das gleiche Gewicht hat“. Es sollten „radikale globale Notstandgesetze“ eingeführt werden um den Klimawandel zu bekämpfen.

### Buchpublikationen (Auswahl)
- Driving Over A Cliff, Addison-Wesley Longman,  1995, gemeinsam mit John Wormald
- Time for a Model Change, Cambridge University Press, 2004, gemeinsam mit John Wormald, ISBN 978-0-521-83715-6
- The End of Progress, How Modern Economics Has Failed Us, Wiley, 2011 (auch auf Chinesisch, Rumänisch, Tschechisch und Deutsch)[5][6]
  - Die Wachstumslüge: Warum wir alle die Welt nicht länger Politikern und Ökonomen überlassen dürfen, Münchner Verlagsgruppe GmbH, 2012, ISBN 978-3-89879-687-3.
  - Konec pokroku aneb Jak nás moderní ekonomie zradila, Wolters Kluwer 2012
- Ein Prozent ist genug. Mit wenig Wachstum soziale Ungerechtigkeit, Arbeitslosigkeit und Klimawandel bekämpfen. Bericht an den Club of Rome 2016, zusammen mit Jørgen Randers, oekom Verlag, München, ISBN 978-3-86581-810-2.
- Change! Warum wir eine radikale Wende brauchen. 160 Seiten, Verlag Komplett-Media, Grünwald 2018, ISBN 978-3-8312-0474-8.

- Globaler Klimanotstand. Warum unser demokratisches System an seine Grenzen stößt. 200 Seiten, Verlag Komplett-Media, 2020, zusammen mit Maren Urner und Felix Austen, ISBN 978-3-8312-0558-5
- F*ck the system: Was Covid-19 uns lehrt und warum die liberale Demokratie uns bei der Klimakrise nicht weiterhilft. 105 Seiten, Verlag Komplett-Media, 2021, zusammen mit Bernice Maxton-Lee

### Veröffentlichte Beiträge in weiteren Werken
- Wenn alle Kosten berücksichtigt würden. In: Haus Bartleby (Hrsg.): Das Kapitalismustribunal, Zur Revolution der ökonomischen Rechte (Das rote Buch). Herausgegeben von Alix Faßmann, Anselm Lenz und Hendrik Sodenkamp. Übersetzt von Corinna Popp, Viktor Kucharski, Anselm Lenz. Haus Bartleby e.V., Wien: Passagen Verlag 2016, ISBN 978-3-7092-0220-3, S. 95–98.

### Auszeichnungen
- 1995: Financial Times and Goldman Sachs Business Book of the Year Award, Nominierung für Driving Over a Cliff
- 2004: Cambridge University Press's Feature Book of the Year für Time for a Model Change
- 2011: Financial Times and Goldman Sachs Business Book of the Year Award, Nominierung für The End of Progress

## Weitere Informationen